# Lawrence Venuti
Lawrence Venuti, ameriški prevajalec, teoretik in kritik, * 1953, Filadelfija, Pensilvanija, Združene države Amerike.
Prevaja iz italijanščine, francoščine in katalonščine. Je profesor angleščine na univerzi Temple v Filadelfiji. Kot profesionalni prevajalec deluje že 15 let.

## Življenje in kariera
Lawrence Venuti se je rodil v Filadelfiji. Maturiral je na Temple University. Dolgo časa  je živel v New Yorku, kjer je leta 1980 doktoriral iz angleščine na univerzi Columbia. Istega leta je prejel nagrado renato poggioli za italijanski prevod romana Barbare Alberti z naslovom Delirium.
Venuti je trenutno profesor angleščine na Temple University. Prav tako je kot gostujoči profesor predaval na različnih univerzah: Penn (University of Pennsylvania), Princeton, Columbia, University of Trento, University of Mainz, Bernard College in Queen's University Belfast.
Je član uredniškega oziroma svetovalnega odbora Reformation: The Journal of the Tyndale Society, The Translator: Studies in Intercultural Communication, TTR: Traduction, Terminologie, Redaction, Translation Studies, Target: An International Journal of Translation Studies in Palimpsestes. Urejal je posebne izvode častnikov posvečene prevodu in manjšinam (The Translator , leta 1998) ter prevodu likrike  (Translation Studies, leta 2011). Njegovi prevajalski projekti so prejeli številne nagrade in podporo PEN American Center (1980), italijanske vlade (1983), The National Endownement for the Arts (NEA) (1983, 1999) in The National Endownement for the Humanities (NEH) (1989). Leta 1999 je predaval o prevodoslovju na University of Victoria v Španiji.
Leta 2007 je prejel nagrado Guggenheim Fellowship za svoj prevod poezije in proze Giovannija Pascolija.

## Misli in vpliv
Venuti se je osredotočil na teorijo in prakso prevajanja. Velja za eno najizrazitejših figur moderne teorije prevajanja in pogosto zagovarja stališča, ki se precej razlikujejo od večine teoretikov. Kritiziral je dejstvo, da je prevajalec prepogosto nevidna figura. S prevajalsko kritiko se ukvarja že od začetka svoje kariere. 
Njegovo ključno delo The translator's Invisibility: A History of Translation je ob objavi sprožilo številne debate. V knjigi govori (svoji) teoriji, da so »udomačene prakse« znotraj službe in družbe prispevale k prevajalčevi nevidnosti v prevodih. Venuti trdi, da legalne in kulturne omejitve povzročajo, da je »zvesta interpretacija delno definirana s strani iluzije prosojnosti«. Iz tega sledi da bodo potujitveni, eksperimentalni prevodi verjetno deležni opozicije s strani založnikov in velikega procenta anglofonskih bralcev, ki berejo zato in tako, da bi prebrano takoj razumeli. To vodi v ozračje, v katerem je t. i. tekočnost prevoda najpomembnejša kvaliteta, vsaka odtujitev ali drugačnost pa je namerno izbrisana v manifestaciji egocentričnega nasilja. Kot rešitev problema Venuti ponuja stategijo potujitve, ki cilja k pošiljanju bralca v tujino namesto, da pripelje avtorja nazaj domov, kar se zgodi, kadar je prevod udomačen.

## The Translator's Invisibility: A History of Translation
Knjiga opisuje zgodovino predavanja od 17. stoletja od današnjega časa. Venuti z besedo »nevidnost« opisuje prevajalčevo stanje in delovanje v sodobni anglo-ameriški družbi. Nanaša se na dva fenomena: iluzijo govora, ki jo prevajalec doseže z manipulacijo angleščine ter način branja in ocenjevanja prevodov, ki že dolgo prevladuje v VB, ZDA ter tudi drugih kulturah. Slednji se v veliki meri osredotoča na tekočnost in lahkotnost branja besedila in ugotavlja ali je razvidno, da gre za prevod ali pa prevod ustvarja videz originala. Iluzija prosojnosti je posledica prevajalčevega truda da zagotovi učinek tekočega govora in s tem lahkotno branje. Ta iluzija prikriva številne pogoje, pod katerimi je prevod nastal. Prvi pogoj je prevajalčevo nujno posredovanje v prevod. Večja je tekočnost prevoda, nevidnejši je prevajalec in vidnejši avtor besedila ter sporočilo, ki ga ta želi prenesti. Ocene kritikov kažejo, da je večina komentarjev vezanih na tekočnost, medtem ko so zanemarjena nekatera druga vprašanja (morda pomembnejša) vezana na točnost prevoda, kdo je ciljna publika, kakšna je ekonomična vrednost prevoda na trenutnem tržišču, kakšna je povezava z literarnimi trendi v angleščini in kakšno mesto ima prevod v prevajalčevi karieri.

## Dela
- Our Halcyon Dayes: English Prevolutionary Texts and Postmodern Culture (1989)
- Rethinking Translation: Discourse, Subjectivity, Ideology (anthology of essays, editor) (1992)
- The Translator's Invisibility: A History of Translation (1995; 2nd ed. 2008)
- The Scandals of Translation: Towards an Ethics of Difference (1998)
- Encyclopedia of Translation Studies (1998)
- Oxford Guide to Literature in English Translation (2000)
- The Translation Studies Reader (2000; 2nd ed. 2004; 3rd ed. 2012)
- Translation Changes Everything: Theory and Practice (2013

### Prevodi
- Delirium (Barbara Alberti)
- A Scientific Autobiography (Aldo Rossi)